# 陈羽 (南朝)
陳羽（？—？），晉安郡侯官縣（治所在今福建省福州市鼓楼区）人，南梁军阀，割据闽中。
陈羽家族是閩中豪族之一。陈羽有才干，在晋安郡内有豪傑之名。南梁时，晋安郡土著大姓多次反叛，殺害當地將領，陳羽曾參與叛變，但後來又引導官軍擊敗叛軍，晋安郡的兵權遂落於陳羽手中。南梁大宝元年（550年），晋安太守、宾化侯萧云把郡政让给陈羽，因年老，陈羽只负责政务，军务则交给其子陈宝应。侯景之乱结束後，梁元帝任命陳羽為晉安太守。555年陳霸先輔政时，陳羽奏請引退，希望讓陳寶應接任晋安太守，獲准。559年，陈文帝即位，封陈羽为光禄大夫，同时为其家族成员加官进爵，并将他的家族列为陈朝宗室。